# ألموغروت
المُغروت أو المُغروط (نقحرة: ألموغروت) هو طعام خفيف، يحضّر من الجبن والفليفلة ,زيت الزيتون والثوم، وقد تضاف مكونات أُخَر. وهو من الأطباق الوطنية في منطقة الغُمَيرة في جزر الكناري.